# Strömsundbrug
Strömsundbrug is een Zweedse tuibrug over de river Faxälven. De brug verbindt de plaatsen Strömsund met Näsviken in Jämtland.
De brug werd op basis van grondgedachten van de ingenieur Franz Dischinger ontworpen door het Duitse staalbouwbedrijf Demag en gebouwd samen met het Zweedse bouwbedrijf Skanska (betonnen brugonderbouwen) van 1953-1955. De brug heeft een lengte van 332 meter en een grootste overspanning van 182 meter. De brug is voorzien van twee pylonen van elk 28 meter hoog. De brug werd op 27 september 1956 geopend voor het verkeer. Zij verving een veerdienst. Over de brug loopt de E45 met twee rijstroken. Tevens zijn er aan beide zijde voet- en fietspaden te vinden. Het stalen brugdek is 14,3 meter breed en 3,25 meter hoog.

## Foto's

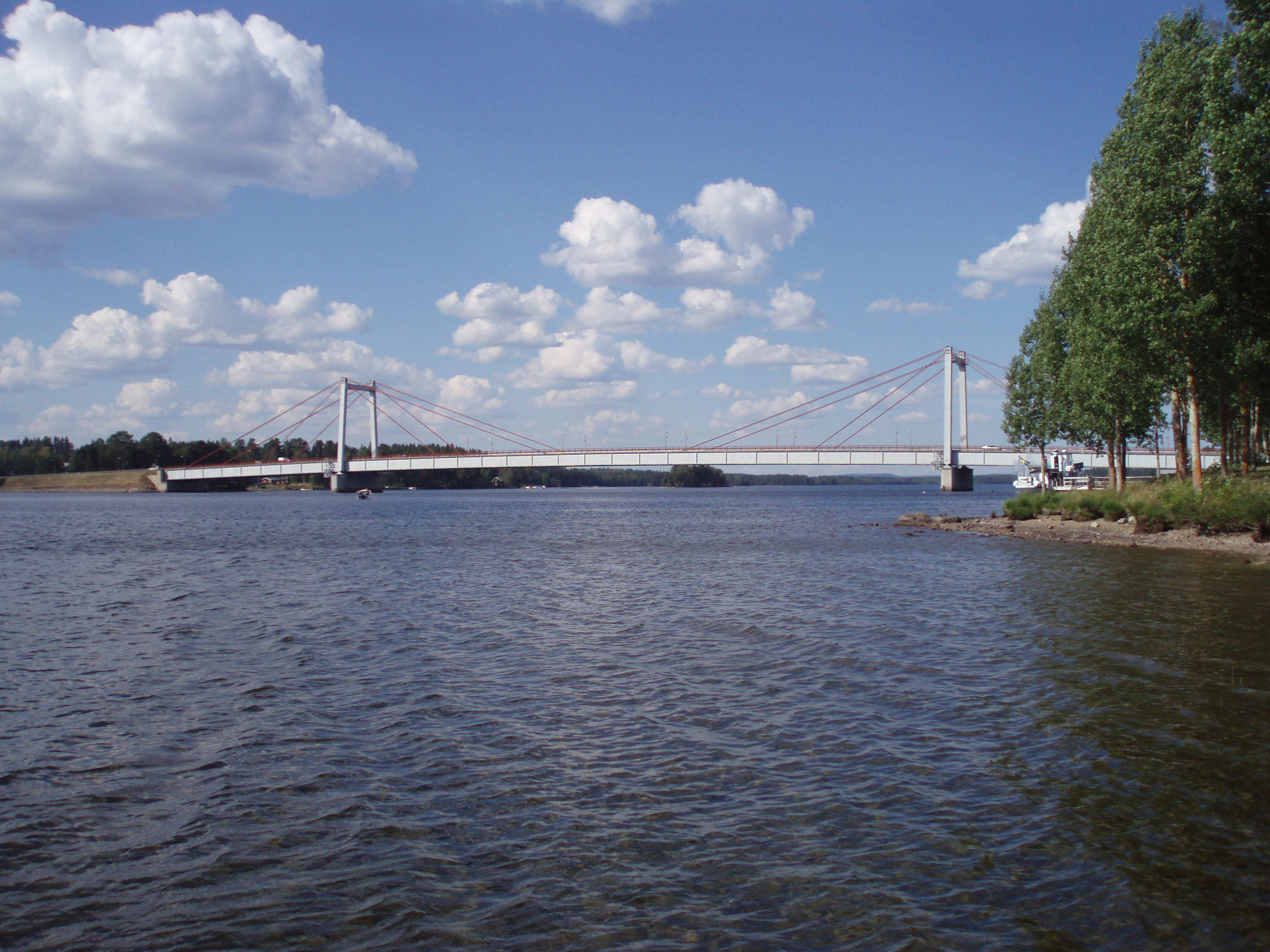
Zijkant
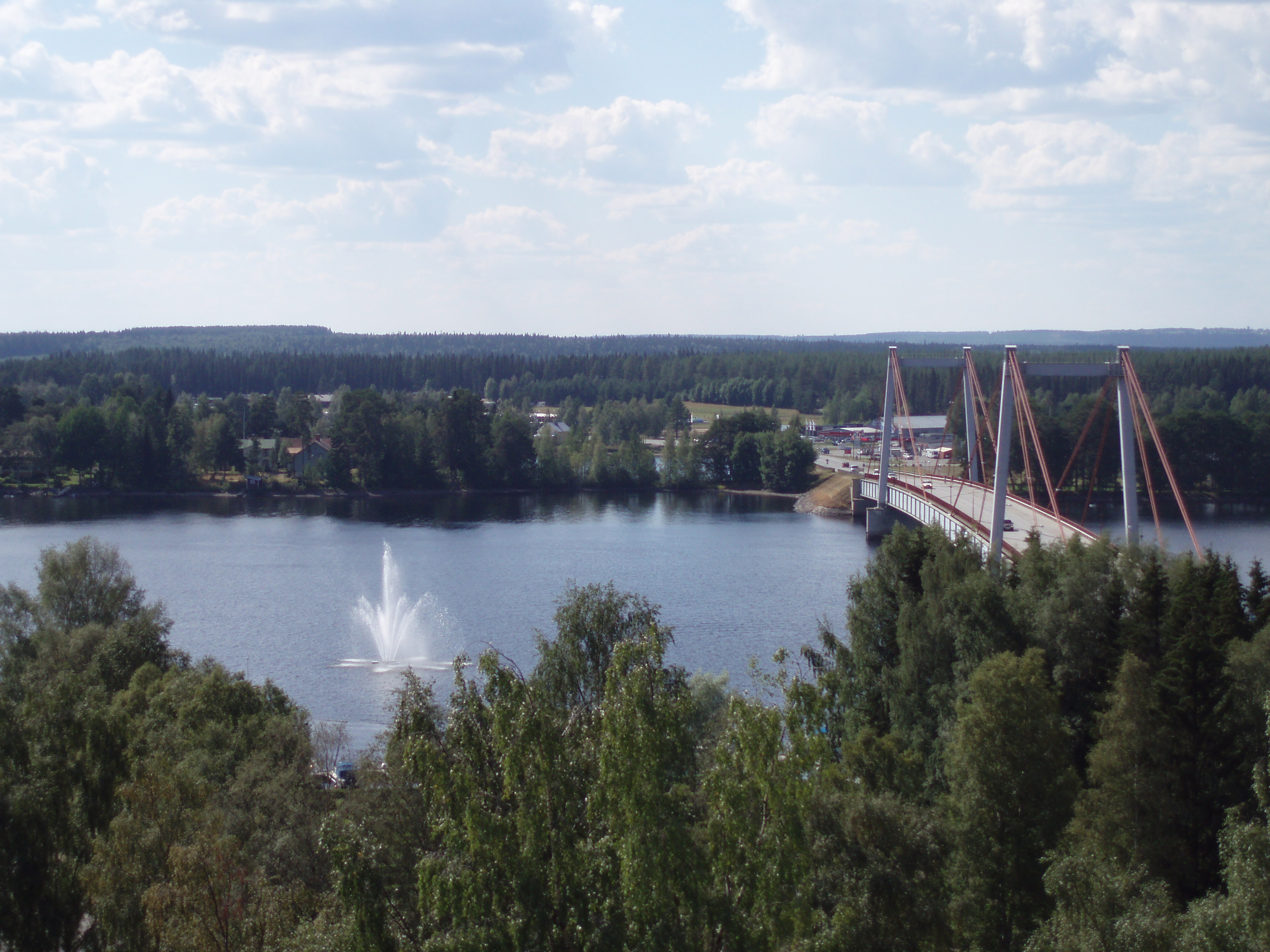
Vanuit de lucht
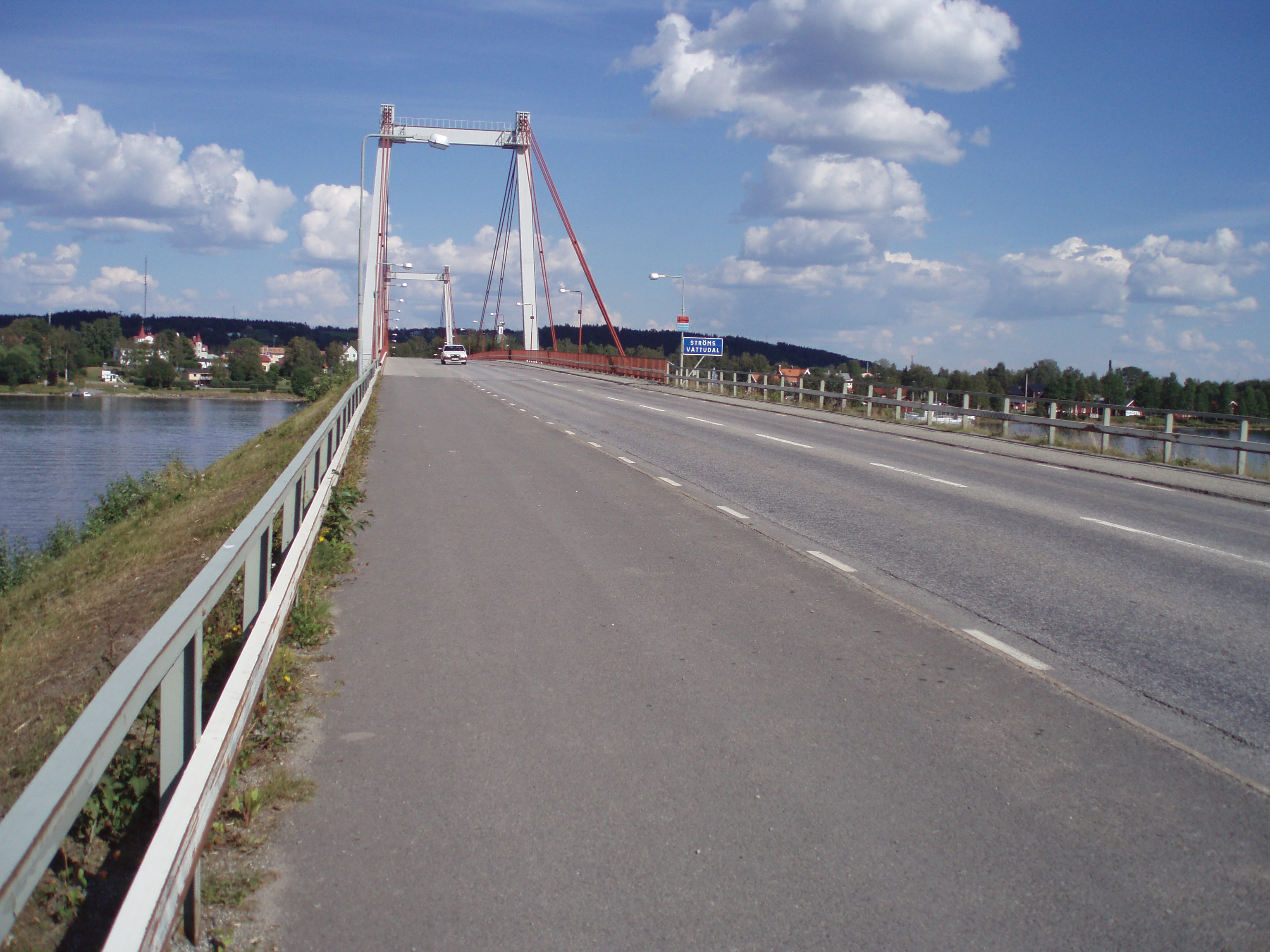
Wegdek